# Gianni Celeste Vol.3
Gianni Celeste Vol.3 è il terzo album del cantante siciliano Gianni Celeste, cantato in lingua napoletana, pubblicato nel 1987.

## Tracce
1. L'amante
2. Ti vorrei
3. La nostra spiaggia
4. Credimi
5. E penso a te
6. Gelosia
7. Dedicata a...
8. Senza 'e te
9. 'Na vita perduta
10. Ti voglio amare